# Jasenak (Obrenovac)
Pour les articles homonymes, voir Jasenak.

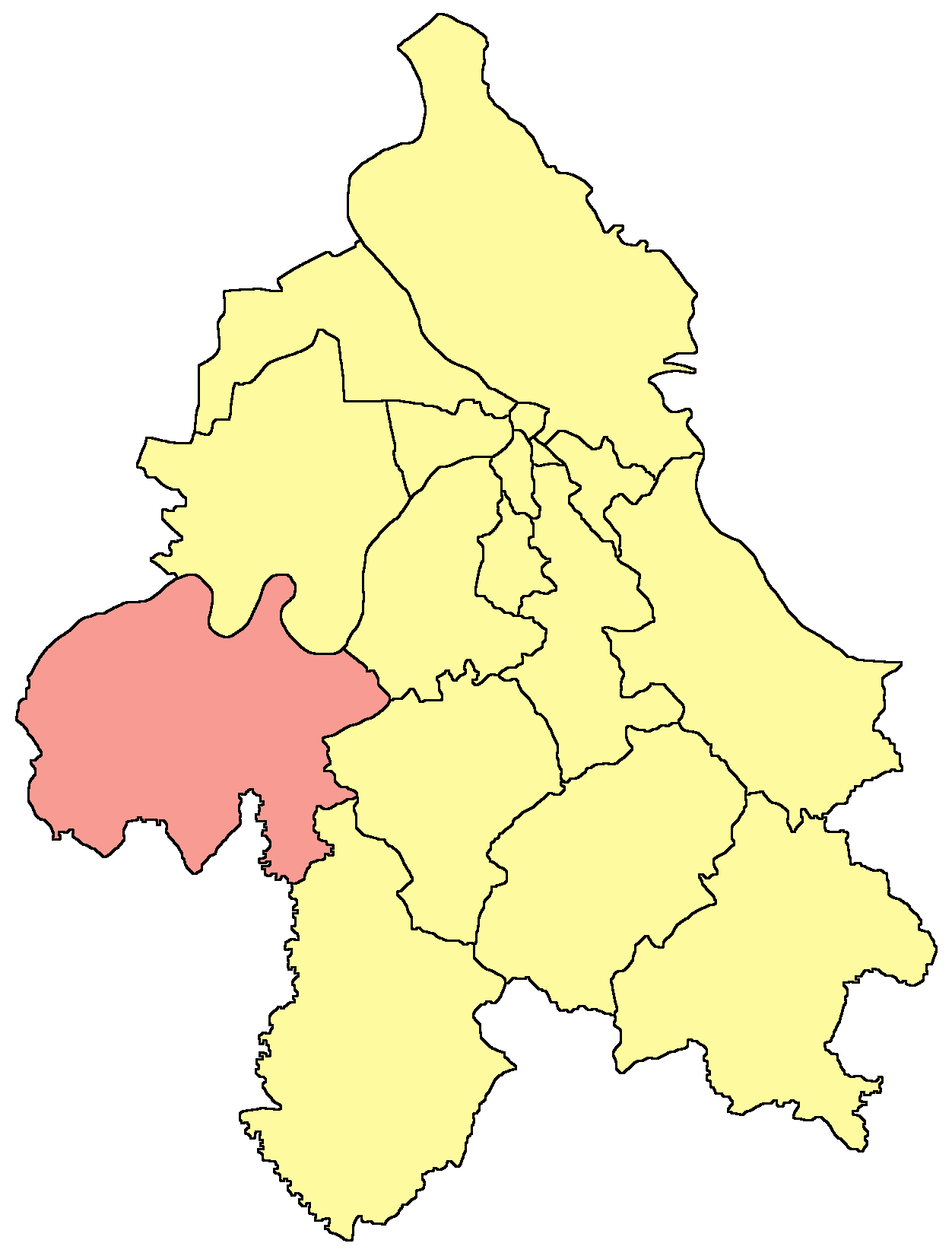
Localisation de la municipalité d'Obrenovac dans la Ville de Belgrade

Jasenak (en serbe cyrillique : Јасенак) est un village de Serbie situé dans la municipalité d’Obrenovac et sur le territoire de la Ville de Belgrade. Au recensement de 2011, il comptait 659 habitants.

## Démographie

### Évolution historique de la population
| 1948 | 1953 | 1961 | 1971 | 1981 | 1991 | 2002 | 2011 |
| ---- | ---- | ---- | ---- | ---- | ---- | ---- | ---- |
| 838  | 839  | 829  | 737  | 704  | 713  | 664  | 659  |

|  |